# Plichancourt
Plichancourt é uma comuna francesa na região administrativa do Grande Leste, no departamento de Marne. Estende-se por uma área de 5.89 km², e possui 248 habitantes, segundo o censo de 2018, com uma densidade de 42 hab/km².